# L'ultima vendetta (film 1955)
L'ultima vendetta (The Ship That Died of Shame) è un film britannico del 1955 diretto da Basil Dearden.
Il film si basa su una storia scritta da Nicholas Monsarrat e pubblicata in un magazine nel 1952.